# Đàm Minh Diện
Đàm Minh Diện (sinh ngày 7 tháng 2 năm 1970, người Tày) là sĩ quan Quân đội nhân dân Việt Nam. Ông là Đại tá, hiện là Phó Tham mưu trưởng Quân khu 1, Đại biểu Quốc hội khóa XV từ Cao Bằng. Ông từng là Ủy viên Ban Thường vụ Tỉnh ủy Cao Bằng, Phó Bí thư Đảng ủy Quân sự tỉnh, Chỉ huy trưởng Bộ Chỉ huy Quân sự tỉnh Cao Bằng; Phó Chỉ huy trưởng, Tham mưu trưởng của Bộ Chỉ huy Quân sự tỉnh này.
Đàm Minh Diện là đảng viên Đảng Cộng sản Việt Nam, Cử nhân Quân sự, Cao cấp lý luận chính trị. Ông có hơn 35 năm tại ngũ, đa phần phục vụ quân đội ở Cao Bằng.

## Xuất thân và giáo dục
Đàm Minh Diện sinh ngày 7 tháng 2 năm 1970 tại xã Hoàng Tung, huyện Hòa An, Khu tự trị Việt Bắc, nay là tỉnh Cao Bằng. Ông lớn lên và tốt nghiệp phổ thông ở Hòa An, nhập ngũ Quân đội nhân dân Việt Nam vào tháng 10 năm 1987, theo học Trường Sĩ quan Lục quân 1, nay là Trường Đại học Trần Quốc Tuấn, tốt nghiệp Cử nhân Quân sự vào tháng 7 năm 1991. Ông cũng từng trở lại trường Lục quân 1 để học khóa quân sự từ tháng 9 năm 2001 đến tháng 8 năm 2002, học tại Học viện Lục quân từ tháng 9 năm 2006 đến tháng 8 năm 2008, học các khóa tại Học viện Quốc phòng giai đoạn tháng 2–7 năm 2016, khóa chỉ huy tham mưu cấp chiến dịch – chiến lược từ tháng 9 năm 2019 đến tháng 7 năm 2020. Ông được kết nạp Đảng Cộng sản Việt Nam vào ngày 24 tháng 5 năm 1991 tại trường Lục quân 1, trở thành đảng viên chính thức sau đó 1 năm, từng theo học các khóa chính trị ở Học viện Chính trị Quốc gia Hồ Chí Minh và tốt nghiệp Cao cấp lý luận chính trị.

## Sự nghiệp
Tháng 7 năm 1991, Đàm Minh Diện tốt nghiệp loại giỏi của Trường Sĩ quan Lục quân 1, nhận quân hàm Trung úy, được điều về Quân khu 1, công tác ở Bộ Chỉ huy Quân sự tỉnh Cao Bằng, bắt đầu ở vị trí Trung đội trưởng của Tiểu đoàn 2. Tháng 2 năm 1996, ông là Phó Đại đội trưởng, rồi Đại đội trưởng, đồng thời là Giáo viên của Trường Quân sự thuộc Bộ Chỉ huy Quân sự tỉnh Cao Bằng. Vào cuối năm 2003, ông là Phó Tiểu đoàn trưởng rồi Tiểu đoàn trưởng Tiểu đoàn 2, đến tháng 9 năm 2008 thì được phong quân hàm Trung tá, được phân công là Trợ lý Tác huấn rồi lần lượt thăng chức Phó Trưởng Ban Tác huấn, rồi Trưởng Ban Tác huấn, Phòng Tham mưu Bộ Chỉ huy Quân sự tỉnh. Tháng 5 năm 2011, ông được điều về huyện Trà Lĩnh, chỉ định vào Ban Thường vụ Huyện ủy, quân hàm Thượng tá, giữ chức Chỉ huy trưởng Ban Chỉ huy Quân sự huyện Trà Lĩnh. Sau đó 3 năm, ông là Đảng ủy viên, Ủy viên Ban Thường vụ Đảng ủy Quân sự tỉnh, rồi được thăng quân hàm Đại tá, nhậm chức Phó Tham mưu trưởng, thăng lên Phó Chỉ huy trưởng kiêm Tham mưu trưởng.
Tháng 6 năm 2019, Đàm Minh Diện được bầu bổ sung vào Ban Thường vụ Tỉnh ủy Cao Bằng, được phân công làm Phó Bí thư Đảng ủy Quân sự tỉnh, bổ nhiệm làm Chỉ huy trưởng Bộ Chỉ huy Quân sự tỉnh Cao Bằng. Tháng 10 năm 2020, tại Đại hội Đảng bộ tỉnh Cao Bằng lần thứ XIX, nhiệm kỳ 2020–2025, ông tái đắc cử Thường vụ Tỉnh ủy. Năm 2021, với sự giới thiệu của Bộ Tư lệnh Quân khu 1, ông tham gia ứng cử đại biểu quốc hội, tại đơn vị bầu cử số 1 gồm huyện Quảng Hòa, Trùng Khánh, Hạ Lang, Thạch An và thành phố Cao Bằng, rồi trúng cử Đại biểu Quốc hội khóa XV với tỷ lệ 69,03%.
Ngày 30 tháng 10 năm 2023, Bộ trưởng Bộ Quốc phòng quyết định bổ nhiệm ông làm Phó Tham mưu trưởng Quân khu 1, tiến hành bàn giao các chức vụ ở Bộ Chí huy Quân sự tỉnh Cao Bằng cho Đại tá Đàm Minh Tuân.

## Lịch sử thụ phong quân hàm
| Quân hàm | Đại tá |  |  |  |  |  |  |  |  |  |  |
| Cấp bậc  | Đại tá |  |  |  |  |  |  |  |  |  |  |
|          |        |  |  |  |  |  |  |  |  |  |  |